# Vintilă Nicu
Vintilă Nicu (n. 11 februarie 1946, Grojdibodu, județul Romanați-actual județul Olt) este un scriitor și profesor universitar din România. Vintilă Nicu a fost  deputat în legislatura 1992-1996, începând de la data de 5 februarie 1993, când l-a înlocuit pe deputatul Alexandru Tobă.

### Biografie
Vintilă Nicu, fiul lui Cristian și Maria, este căsătorit are 2 copii și 2 nepoți. În prezent, este profesor universitar, doctor în științe juridice, la Facultatea de Drept din Craiova, aparținând Universității „Spiru Haret” București, ocupând și funcția de șef catedră drept.
Este avocat în Baroul Dolj, cu cabinet individual de avocatură în Craiova. Face parte din colectivul de conducere al Centrului de studii și cercetări juridice al facultății de drept, unde participă, în calitate de director sau membru, în colectivele de cercetare științifică ale granturilor și contractelor de cercetare științifică, unele din ele sub egida Academiei române prin Institutul de studii și cercetări socio-umane „C.S. Nicolaescu-Plopșor” din Craiova. Are preocupări în domeniul istoriei României, făcând descoperiri interesante pe teritoriul localității natale, Grojdibodu, și zonele adiacente, pe care le-a publicat în Analele Academiei române. Face parte din asociații ale etnicilor români din Bulgaria și Serbia, întreține permanent legături cu aceștia participând la Simpozioane și întâlniri în zonele Vidin-Bregovo, Oreahovo-Dolni Vadin-Ghighen din Bulgaria și Cladovo-Dolni Mihailovăț-Negotin-Bor din Serbia. În calitatea sa de cadru universitar, a fost coordonator științific la numeroase lucrări de licență și disertații de masterat, a îndrumat studenți, masteranzi și cadre didactice tinere pentru redactarea și publicarea referatelor științifice în reviste de specialitate și la simpozioane științifice. A participat la numeroase congrese, simpozioane, conferințe și sesiuni de comunicări științifice naționale, cu participare internațională, și internaționale unde a prezentat peste 135 de comunicări științifice, multe preluate în reviste de specialitate sau în cărți în colective de autori. A făcut parte, ca membru, din comisiile de examinare (licență și disertații) a absolvenților studenți și masteranzi ai facultății de drept din Craiova, precum și din comisii de acordare a titlului științific de doctor în drept din țară și Republica Moldova. În decursul activității sale a efectuat multe specializări în domeniul juridic, economic, umanitar, social și de apărare a drepturilor omului. În perioada parlamentară a participat la dezbaterea și adoptarea a peste 535 de legi din diferite domenii ale economiei naționale, la care a contribuit cu numeroase amendamente. Este promotor al ideii Modelul de societate europeană și sfidarea mondializării și elaborator al teoriei Noțiunea de titlu în drept.

### Studii
Studiile primare și elementare le-a urmat în localitatea natală Grojdibodu (I-V) și Caracal (VI-VII), a urmat și absolvit cursurile Centrului școlar agricol Caracal, ale Liceului ”Elena Cuza” din Craiova și apoi studiile universitare. Este triplu licențiat, absolvind, înainte de anul 1989, trei instituții de învățământ superior: Academia ”Ștefan Gheorghiu” București - domeniul sindical; Facultatea de drept economic și administrativ București și Facultatea de drept - Științe juridice București din cadrul Universității București. A urmat cursurile doctorale și a obținut titlul științific de doctor în științe juridice, sub coordonarea acad. prof. univ. dr. doc. Ion P. Filipescu, în domeniul Comerțului internațional.

### Activitate literară
A publicat ca autor unic un număr de 16 cărți de specialitate juridică (cursuri universitare, monografii juridice); 7 cărți de specialitate juridică în colaborare cu Maria Sofia Pagarin, lect. univ. dr. (fiica sa); 26 de cărți în colectiv de autori de specialitate juridică; 18 cărți de literatură artistică (poezie, aforisme, epigrame, monografii). Colaborator permanent al revistei Scrisul Românesc din Craiova și al altor ziare și reviste literare sau juridice din România. În calitate de colaborator al acestor reviste a publicat eseuri, cronici literare și a prefațat mai multe cărți de literatură. 
A beneficiat de numeroase cronici literare apreciative în revistele literare: Scrisul românesc, Ramuri, Lamura, Mozaicul, Rațiunea, Mesagerul Olteniei, Ecoul, Cenaclul, Hue (Vidin), Glasul Oltului (Slatina) etc.

### Activitate politică
A desfășurat și desfășoară o bogată activitate politică în calitate de președinte al organizațiilor municipale și județene ale formațiunilor politice din Dolj, fiind în același timp și membru sau vicepreședinte la nivel de Consiliu Național al acestor partide politice. În perioada 1992-1996 a fost ales pe listele PDSR din județul Dolj în Parlamentul României ca deputat, deținând funcția de secretar al Comisiei juridice de disciplină și imunități a Camerei Deputaților. În calitate de deputat a făcut parte din 7 delegații parlamentare române în state din Europa la nivel președințial, guvernamental și parlamentar. O lungă perioadă de timp, la începutul activității sale profesionale, a lucrat la TCIF Craiova, unde a deținut funcții de conducere economică (șef birou, șef compartiment, șef serviciu, jurist, economist etc.). În cadrul acestei întreprinderi a înființat și condus, în calitate de președinte, Asociația sportivă ”Jiul TCIF” Craiova, concomitent ocupând și alte funcții politice și sindicale.

### Afilieri
Este membru al Societății Scriitorilor Olteni și al Cenaclului „Alexandru Macedonski” din Craiova, membru al Uniunii Epigramiștilor din România, fondator și vicepreședinte al Cenaclului epigramiștilor olteni, redactor șef al revistei de studii și cercetări juridice „Euro Dreptul”, director al revistei ”Cugetul” a Cenaclului epigramiștilor olteni, membru și fondator al altor 17 fundații și asociații cu profil juridic, literar, umanitar, social etc., membru în colegii de redacție a altor reviste literare și juridice. Este președinte și fondator unic al Fundației pentru apărarea drepturilor omului din Craiova. Este președinte al Filialei Oltenia Craiova a Ligii Scriitorilor din România și membru în Asociația Scriitorilor de Limbă Română din Québec.

### Cărți de literatură
- Timp și contratimp (poezie), Ed. M.J.M., Craiova, 2004
- Tentative de tentații (poezie), Ed. M.J.M., Craiova, 2004
- Din zori de zori (poezie), Ed. Universitaria, Craiova, 2006
- Metaforisme (poezie), Ed. Universitaria, Craiova, 2006
- Gânduri... bine gândite (aforisme), Ed. M.J.M., Craiova, 2004
- Combinații amestecate (aforisme), Ed. Universitaria, Craiova, 2006
- Hapuri pentru... Contra (epigrame), Ed. M.J.M., Craiova, 2004
- Cu judecata prin instanțe (epigrame și perle din Instanțele de judecată), Ed. Universitaria, Craiova, 2006
- Tristețe fericită (poezie), Ed. M.J.M., Craiova, 2008
- Ada Umbră - operă poetică, Ed. Aius, Craiova, 2008
- Ada Umbră - monografie, Ed. Aius, Craiova, 2008
- Haz cu și despre grojdibodeni, Ed. Julliano, Craiova, 2008
- Un om, o viață, un sat - Alecu Constantinescu Grojdibodu (monografie), Ed. Julliano, Craiova, 2008
- Monolog continuu (poeme, ediție bilingvă bulgară-română), Ed. Paralela 44 a Uniunii Scriitorilor din Bulgaria, Vidin, 2008
- Confesiuni (poeme, ediție bilingvă sârbă-română), Ed. Mig Komert - Consiliul Național al Românilor (vlahi) din Serbia, Kladovo, 2008
- Dualitatea eului (poeme, ediție bilingvă engleză-română), Ed. H&H Promotions, New York, 2008
- Melancolii târzii (poeme, ediție bilingvă franceză-română), Ed. Scrisul românesc, Craiova, 2008
- Cugetând (epigrame), Ed. Julliano, Craiova, 2009

### Cărți de specialitate juridică publicate ca autor unic
- Răspunderea în cadrul contractului de vânzare-cumpărare internațională, Ed. Sitech, Craiova, 1997
- Îndrumar pentru Comisiile electorale, Ed. Sitech, Craiova, 1997
- Forța majoră în contractele comerciale internaționale, Ed. Helios, Craiova, 2000
- Dreptul muncii, vol I, Ed. Helios, Craiova, 2000
- Dreptul muncii, vol II, Ed. Sitech, Craiova, 2000
- Dreptul muncii, vol III, Ed. Helios, Craiova, 2000
- Dreptul comercial, Ed. Sitech, Craiova, 2000
- Drept civil - Teoria generală a obligațiilor, Ed. Sitech, Craiova, 2006
- Drept civil - Dreptul de servitute, Ed. Aius, Craiova, 2007
- Drept civil - Dobândirea proprietății, Ed. Aius, Craiova, 2008
- Drept civil - Dreptul bunurilor, Ed. Aius, Craiova, 2008
- Drept civil - Obligații Contracte, Ed. Genessas, Craiova, 2008
- Drept civil - Obligații Responsabilitate, Ed. Genessas, Craiova, 2008
- Drept civil - Curs pentru Facultatea de Afaceri Internaționale, Ed. Aius, Craiova, 2008
- Dreptul Comercial al Afacerilor, Ed. Genessas, Craiova, 2008
- Drept civil - Drepturi reale, Ed. Aius, Craiova, 2008

### Cărți de specialitate juridică publicate în colaborare
Teoria generală a dreptului, Ed. M.J.M., Craiova, 2004; Drept comercial, vol. I, Ed. Sitech, Craiova, 2005; Drept comercial, vol. II, Ed. Sitech, Craiova, 2005; Teoria generală a dreptului, Ed. Sitech, Craiova, 2005; Drept civil - Drepturile reale,  Ed. Sitech, Craiova, 2006; Dreptul asigurărilor, Ed. Julliano, Craiova, 2008; Drept civil - Obligații Responsabilitate, Ed. FRM, București, 2008.

### Cărți de specialitate juridică publicate în colective de autori
Rolul științei, artei și culturii în perspectiva integrării României în Uniunea Europeană, Ed. Cartea universitară, București, 2004; Dezvoltarea durabilă a economiei românești și armonizarea legislației cu standardele comunitare, Ed. Fundației România de Mâine, 2006; Dreptul într-o lume în schimbare, Ed. Cartea universitară, București, 2003; Criminalitatea financiar bancară. Crime și delicte din domeniul informaticii, Universitatea, Craiova, 2006; The „acquis communautaire” a need for the european integration, Politiques Européennes, Publishing house of Pitești University, 2006; Anuarul Institutului de Cercetări Socio-umane „C.S. Nicolaescu-Plopșor” Craiova al Academiei Române - Regimul juridic al Somației de plată, Aius - printed, Craiova, 2005; Anuarul Institutului de Cercetări Socio-umane „C.S. Nicolaescu-Plopșor” Craiova al Academiei Române - Diploma „Honestae Missionis” de la Grojdibodu, Ed. Universitaria, Craiova, 2002; Anuarul Institutului de Cercetări Socio-umane „C.S. Nicolaescu-Plopșor” Craiova al Academiei Române - Grojdibodu. Un caz specific de dobândire a drepturilor reale, Ed. Universitaria, Craiova, 2004; Anuarul Institutului de Cercetări Socio-umane „C.S. Nicolaescu-Plopșor” Craiova al Academiei Române- De la Sigibida la Grojdibodu, Ed. Beladi, Craiova, 2003; Administrația publică în spațiul european. Prezent și perspectivă. Modelul European de Societate și sfidarea mondializării, Ed. Universitaria, Craiova, 2006; Dezvoltarea durabilă a economiei românești și armonizarea legislației cu standardele comunitare - Pedeapsa ca o consecință a infracțiunii. Crime, delicte, contravenții, Ed. Fundației „România de mâine”, București, 2005; Globalizare și identitate - Dezvoltarea durabilă- deziderat al integrării României în spațiul european, Ed. Universității „Constantin Brâncuși” Tg. Jiu, 2006; Analele Universității din Craiova' - Un document inedit din 1545 despre satul Grojdibodu- județul Romanați, Ed. Universitaria, Craiova, 2003; Analele Universității Spiru Haret, București, Seria economie - Armonizarea legislației în domeniul administrației publice în perspectiva aderării la Uniunea Europeană, Ed. Mondo Ec., București, 2002; Analele Universității Spiru Haret, București, Seria economie - Probleme de drept internațional privat privind contractul de vânzare-cumpărare internațională, Ed. Fundația România de Mâine, București, 2003; Dreptul românesc în context european - Răspunderea pentru viciile lucrului vândut - The responsibility for vices of the sold objects, Ed. Sitech, Craiova, 2008; Dicționarul istoric al localităților din județul Olt – orașe, Ed. Alma, Craiova, 2006; Arhivele Olteniei - serie nouă - 21 - Le droit universel, Ed. Academiei române, 2007; Arhivele Olteniei - serie nouă - 20 - Pozitive right and natural right (Le droit positif et le droit naturel), Ed. Academiei române, 2006; Anuarul Institutului de Cercetări Socio-umane „C.S. Nicolaescu-Plopșor” Craiova al Academiei Române - Carta organizațională a zilei europene a justiției civile, ed. Aius, Craiova, 2007; Reforma sistemului juridic românesc în contextul integrării europene - Consecințele globalizării, Ed. Sitech, Craiova, 2007; Reforma sistemului juridic românesc în contextul integrării europene - Garanțiile imobiliare – Ipoteca, Ed. Sitech, Craiova, 2007; Integrarea principiilor și normelor procedurale și de drept penal român în dreptul european - Începutul și sfârșitul vieții în accepțiunea legii penale,  Ed. Universitaria, Craiova, 2006; Evoluția sistemului legislativ românesc și european în contextul tratatului de la Lisabona - Divizibilitatea relativă a puterilor, Ed. Siutech, Craiova, 2008; Influența sistemului juridic comunitar asupra dreptului intern - Drepturile cetățenilor în Uniunea Europeană, Ed. Sitech, Craiova, 2009; Efectele crizei economice asupra dezvoltării durabile - Dezvoltarea durabilă și modelarea ei administrativă, Universitatea „Spiru Haret” Brașov, 2009.

### Distincții primite
Diplomă aniversară 400 de ani de la domnia lui Mihai Viteazul, 15.XI.1993 (Societatea de Științe Istorice din România, Filiala Dolj); Diplomă de excelență pentru rezultate remarcabile obținute în învățământul universitar, justiție și literatură, pentru contribuția la înființarea “Cenaclului Epigramiștilor Olteni” și a revistei Cugetul, 04.04.2008 (Fundația “Scrisul Românesc”); Diplomă din partea promoției 2003-2007 a Facultății de Drept cu deosebită considerațiune pentru profesionalism, ținută academică, rigurozitate, răbdare și înțelegere, iulie 2007 (Universitatea “Spiru Haret”, Facultatea de Drept Craiova); Diploma prin care se conferă calitatea de membru de onoare al Asociației “Salvați Copiii”, București, 1995 (Asociația “Salvați Copiii” București); Diplomă pentru întreaga activitate desfășurată în vederea menținerii și dezvoltării relațiilor de prietenie între popoarele român și bulgar, precum și pentru popularizarea acestor relații, Craiova-Vidin, 03.03.2009 (FADO - Fundația pentru Apărarea Drepturilor Omului Craiova); Diplomă pentru participarea la Simpozionul Științific “Relațiile româno-bulgare de-a lungul secolelor”, organizat cu prilejul zilei naționale a Bulgariei, desfășurat la Vidin la 03.03.2009, în semn de înaltă apreciere și prețuire (Uniunea Etnicilor Români din Bulgaria “Ave”, Asociația Curcubeul peste Dunăre, Centrul Cultural Român din Vidin, Societatea Culturală a Vlahim VIDIN); Diplomă de merit pentru merite deosebite de păstrarea și promovarea identității neamului românesc din sudul Dunării – Bulgaria, 27 ian. 2009 (Uniunea Etnicilor Români din Bulgaria “Ave”); Diplomă pentru activitatea desfășurată în cadrul Cenaclului Epigramiștilor Olteni cu ocazia aniversării unui an de la reînființarea cenaclului și a apariției revistei “Cugetul”, 03.04.2009 (Fundația pentru Apărarea Drepturilor Omului Craiova); Diplomă pentru merite deosebite de păstrare și promovare a neamului românesc din Sudul Dunării – Bulgaria, Vidin, 13 iunie 2009, Diplomă acordată cu prilejul inaugurării primei Biblioteci românești din Bulgaria “Albotina” (Uniunea Etnicilor români din Bulgaria “Ave”); Diplomă de excelență acordată de promoția 2005-2009 a Facultății de Drept din Craiova pentru activitatea de profesor universitar în această perioadă, iulie 2009 (Universitatea Spiru Haret, Facultatea de Drept Craiova); Diplomă de participare la Simpozionul Internațional cu tema “Influența sistemului juridic comunitar asupra dreptului intern”, Craiova 8-9 mai 2009 (Universitatea Spiru Haret, Facultatea de Drept Craiova); Diplomă, medalie (plachetă) și însignă cu ocazia “Zilelor Marin Sorescu”, februarie 2008 (Primăria Municipiului Craiova); Diplomă, medalie (plachetă) și însignă cu ocazia “Zilelor Marin Sorescu”, februarie 2009 (Primăria Municipiului Craiova); Medalia 5 ani de la Victoria Revoluției Române – Decembrie 1989 (1989-1994) (Parlamentul României); Medalia jubiliară și insigna – 75 de ani de la Marea Unire a Românilor de la Alba Iulia (1918-1993) (Parlamentul României – 1 decembrie 1993); Placheta Primăria Craiova – 2008, februarie 2008 (Primăria municipiului Craiova); Medalia Municipiul Craiova 2007 - Revers Nicolae Romanescu – fost primar al Craiovei, februarie 2007 (Primăria Craiova); Medalia Banca Agricolă – 120 de ani de activitate (1873-1993) (Banca Agricolă București); Medalia Parlamentul României – Camera Deputaților acordată de Camera Deputaților în mai 1996 pentru activitate parlamentară.